# Длугосьодло (гміна)
Гміна Длугосьодло (пол. Gmina Długosiodło) — сільська гміна у центральній Польщі. Належить до Вишковського повіту Мазовецького воєводства.
Станом на 31 грудня 2011 у гміні проживало 7941 особа.

## Площа
Згідно з даними за 2007 рік площа гміни становила 167.45 км², у тому числі:
- орні землі: 57.00%
- ліси: 38.00%

Таким чином, площа гміни становить 19.10% площі повіту.

## Населення
Станом на 31 грудня 2011:
| Опис     | Загалом | Загалом | Чоловіки | Чоловіки | Жінки | Жінки |
| -------- | ------- | ------- | -------- | -------- | ----- | ----- |
| одиниця  | осіб    | %       | осіб     | %        | осіб  | %     |
| все      | 7941    | 100     | 4014     | 50.55    | 3927  | 49.45 |
| міське   | 0       | 100     | 0        |          | 0     |       |
| сільське | 7941    | 100     | 4014     | 50.55    | 3927  | 49.45 |

## Сусідні гміни
Гміна Длугосьодло межує з такими гмінами: Браньщик, Вонсево, Ґоворово, Жевне, Жонсьник, Острув-Мазовецька.